# Arrhythmica semifusca
Arrhythmica semifusca är en fjärilsart som beskrevs av Turner 1940. Arrhythmica semifusca ingår i släktet Arrhythmica och familjen björnspinnare. Inga underarter finns listade i Catalogue of Life.